# Sillvik
Sillvik är en bebyggelse i stadsdelen Torslanda (Torslanda socken) i Göteborgs kommun. Nära Sillvik ligger koloniföreningen Sillviks Havskoloni. Området avgränsades före 2015 till en småort för att därefter räknas som en del av tätorten Tumlehed.